# Conopeum vivianii
Conopeum vivianii is een mosdiertjessoort uit de familie van de Electridae. De wetenschappelijke naam van de soort is voor het eerst geldig gepubliceerd in 1991 door Moyano.